# NGC 3194
NGC 3194 je galaksija u zviježđu Zmaju.

## Vanjske poveznice
- SEDS: NGC 3194